# مجلة التنويري
مجلة التنويري هي مجلة فكرية فصلية ورقية وإلكترونية، تصدر عن الرابطة العربية للتربويين التنويريين منذ عام 2017.
تقدم التنويري  منظوراً وقاعدة فكرية حول التحديات التي تواجه العرب والمسلمين في قضاية التنوير الديني والتجديد الديني والقراءة التنويريَّة للدين في المنطقة العربيَّة، وتحاول تقديم مساهمة في إطار الجدالات الراهنة حول دور الدين في الحياة العامة، مع التركيز على الأطر التربوية والتعليمية. وتنشر في المجلة المقالات الفائزة في جائزة نجاح كاظم للتنويريين الشباب.
وتعتبر مجلة التنويري امتداد لمجلة اسلام 21 ومجلة الراصد التنويري  التي كانت تصدر عن المنبر الدولي للحوار الإسلامي منذ تأسيسه عام 1994م، والتي انتقلت إلى الرابطة العربية للتربويين التنويريين لتصبح إحدى مشاريعها.
ترأس تحرير المجلة الصحفية والباحثة العراقية هاجر القحطاني ويديرها الإعلامي والباحث الأردني عبيدة فرج الله، كما يشكل هيئة تحريرها مجموعة من الباحثين العرب. ويكتب فيها نخبة من المفكرين والباحثين والتربويين والفلاسفة المعاصريين.

## من هو التنويري؟
تعرف المجلة التنويري على أنه:
الشخص الذي يمتلك الجرأة ليسأل أسئلة نقدية حقيقية، وهو الذي يمتلك الشغف لصناعة إجابات أصيلة، منطلقة من خبرة ذاتية صادقة، ومعرفة متراكمة. وهو الشخص الذي يمتلك روح التعلّم المستمر، والذي لا يتوقف عن النمو والنضج وتطوير الذات، وهو الشخص الذي لا تحاصره الأسئلة، وهو الذي يمتلك القدر الكافي من الأمان الداخلي، بحيث لا يشعر بالتهديد على أفكاره ومعتقداته من أسئلة الآخرين، هو الشخص الذي يستطيع التمييز بين معتقداته الأصيلة المنطلقة من خبرته الذاتية، وبين إملاءات الثقافة، المدعومة بالضغط الاجتماعي والثقل التاريخي، ليس هو الشخص الذي يؤمن بأفكار بعينها، أو الذي يرفض الإيمان بأفكار أخرى، وإنما التنويري هو من يستطيع دائما أن يسائل مسلماته، وبالتالي فهو في حالة تحول وتطور مستمر. هو الشخص الذي يتعامل مع مجتمعه من منطلق إحساسه بالمسؤولية، وليس من منطلق إحساسه بالتعالي، ولإحساسه بالعار. هو الشخص الذي ولاؤه  للحقيقة، والحقيقة فقط، فالولاء للحقيقة هو جوهر الإيمان والعلم معًا.